# Rudolf Voderholzer
Rudolf Voderholzer (Múnich, 9 de octubre de 1959) es un obispo católico alemán. Desde 2012 se desempeña como obispo de Ratisbona.

## Biografía
Estudió en la Universidad Ludwig Maximilian, donde obtuvo una maestría en letras en 1985 y un diploma en teología al año siguiente.
El 17 de junio de 1987 fue ordenado sacerdote por el cardenal Friedrich Wetter, incardinándose en la arquidiócesis de Múnich y Frisinga.
Fue capellán en Traunreut, Haar y Zorneding hasta 1991. Luego continuó sus estudios en la Facultad de Teología de la Universidad de Múnich, donde llegó a ser asistente de Gerhard Ludwig Müller en la cátedra de Teología Dogmática.
En 1997 obtuvo su doctorado y en 2004 su título en Teología.

### Obispo de Ratisbona
El 6 de diciembre de 2012, el Papa Benedicto XVI lo nombró obispo de Ratisbona. Fue consagrado el 26 de enero de 2013 por el cardenal Reinhard Marx, arzobispo de Múnich y Frisinga, siendo co-consagradores al arzobispo Gerhard Ludwig Müller, prefecto de la Congregación para la Doctrina de la Fe y su predecesor en Ratisbona, y František Radkovský, obispo de Pilsen.
En 2023 votó en contra de las propuestas del sínodo alemán que buscaban introducir ceremonias de bendición a uniones homosexuales y el acceso al diaconado femenino. Ese mismo año, bloqueó la financiación del Comité Sinodal Alemán, junto al cardenal Rainer Woelki y los obispos Gregor Maria Hanke y Stefan Oster.